# Cecil Clementi
Cecil Clementi, (né le 1er septembre 1875 - mort le 5 avril 1947), est un administrateur colonial britannique.
Il a été le 17e gouverneur de Hong Kong, gouverneur intérimaire du Ceylan britannique dans l'actuel Sri Lanka, et gouverneur et commandant en chef des Établissements des détroits dans l'actuel Malaisie.

## Publications
- Cantonese Love Songs, Clarendon Press (1904)[1] ;
- Summary of Geographical Observations taken during a Journey from Kashgar to Kowloon, Noronha & Co. (1911) ;
- Pervigilium Veneris, The Vigil of Venus, Blackwell (1911) ;
En 1939, Golden Cockerel Press publie en 100 exemplaires une édition bilingue latin-anglais de Pervigilium veneris / The Vigil of Venus avec des estampes de John Buckland Wright[2].
- Bibliographical and other studies on the Pervigilium Veneris, Blackwell (1913)[3] ;
- The Chinese in British Guiana, The Argosy Company Limited (1915)[4] ;
- Elements in Analysis of Thought, Blackwell (1933)
- A Constitutional History of British Guiana, Macmillan (1937) — un ouvrage de référence sur la constitution de la colonie de Guyane britannique.

## Distinctions

### Décorations
- Ordre de Saint-Michel et Saint-Georges Chevalier Grand-croix (GCMG) en 1931.
- Très vénérable ordre de Saint-Jean Chevalier de Justice (KStJ) en 1926

### Honneurs
- Fellow de la Royal Geographical Society
- Membre de la Royal Asiatic Society
- Récompensé de la Cuthbert Peek Award par la Royal Geographical Society en 1912
- Legum Doctor d'honneur de l'Université de Hong Kong en 1925
- Fellow d'honneur du Magdalen College en 1938